# Nobelstadion
Nobelstadion är en idrottsplats i Karlskoga i Sverige, och är hemmaplan för fotbollslaget KB Karlskoga. Den har använts för landskamper för damlandslaget, inklusive Europamästerskapet i fotboll för damer 1997
Området har fem 11-mannaplaner och tre 7-mannaplaner för fotboll, samt löparbanor för friidrott
Stadion rymmer 1619 sittande och 4000 stående åskådare.